# يوسف الطرابلسي
يوسف الطرابلسي مواليد 18 مارس 1993 في تونس، هو لاعب كرة قدم تونسى يلعب نادي الريان السعودي.

## روابط خارجية
- يوسف الطرابلسي على موقع قاعدة بيانات كرة القدم.إي يو (الإنجليزية)
- يوسف الطرابلسي على موقع Soccerway.com (الإنجليزية)